# Perdita digna
Perdita digna är en biart som beskrevs av Timberlake 1964. Perdita digna ingår i släktet Perdita och familjen grävbin. Inga underarter finns listade i Catalogue of Life.